# Rótula do Abacaxi
A Rótula do Abacaxi é um complexo viário localizado na confluência das duas vias estruturantes expressas de Salvador, Bahia, Brasil. Com a construção da Via Expressa Baía de Todos os Santos, juntamente foi feita a Nova Rótula do Abacaxi, com construção de dez viadutos e quatro passarelas, bem como requalificação urbana em geral, resolvendo um dos maiores gargalos do trânsito soteropolitano. A maior fluidez foi obtida com os viadutos e elevados diretos facilitando os deslocamentos entre Iguatemi, Sete Portas, Dois Leões, Avenida Heitor Dias, Pernambués, Cabula, Avenida Antônio Carlos Magalhães, Avenida Bonocô e Avenida Barros Reis.
A linha 1 do Metrô de Salvador foi construída ao largo do Complexo Viário da Rótula do Abacaxi, especificamente na área está a Estação Acesso Norte. A via expressa e complexo foram considerados, pelo Ministério dos Transportes, a maior intervenção viária dos 30 anos anteriores na capital baiana. Por causa da fluidez decorrente das obras, a ex-presidente Dilma Rousseff apelidou o complexo de "Rótula do Quiabo".